# پوکمون
پوکِمون (به انگلیسی: Pokémon) (به ژاپنی: ポケモン) 
نام یک فرنچایز چندرسانه‌ای شامل بازی‌های ویدیویی، انیمه و... است که توسط نینتندو خلق شده است. اولین نسخه از سری بازی‌های این فرنچایز بازی پوکمون سبز بود که ابتدا در سال ۱۹۹۴ در ژاپن عرضه شد و نسخه پوکمون قرمز و آبی به طور جهانی در سال ۱۹۹۶ بر روی کنسول دستی نینتندو گیم بوی و گیم بوی کالر عرضه شد.

یکی از محبوبترین پوکمون‌ها، پیکاچو است که پوکمونی از نوع برق می‌باشد و قدرت او در ایجاد صاعقه است.
هرکدام از پوکمون‌ها می‌توانند ۴ حرکت را بیاموزند که این حرکات بسته به نوع آن پوکمون است و اگر پوکمونی بیش از این ۴ حرکت را بیاموزد، یکی از حرکات قبلی خود را فراموش می‌کند.
ایران، نخستین کشوری بود که به‌طور رسمی بازی پوکمون گو را فیلتر کرد. دبیر کارگروه تعیین مصادیق مجرمانه، عبدالصمد خرم‌آبادی، درباره این تصمیم عنوان کرد: این بازی ترکیبی از بازی در فضای مجازی و فیزیکی است؛ پس به همین منظور و از جهات مختلف دارای ایراد و اشکال است. علاوه بر آن و از بعد امنیتی نیز این بازی می‌تواند مشکلات زیادی برای کشور و مردم ایجاد کند.بنیاد بازی‌های رایانه‌ای به احتمال زیاد تمامی ابعاد بازی را مورد بررسی قرار نداده است، اما کارگروه تعیین مصادیق محتوای مجرمانه با در نظر گرفتن همه ابعاد این بازی، آن را زیر ذره بین خود قرار داده است.